# Premio Colombiano a la Calidad de la Gestión
El Premio Colombiano a la Calidad de la Gestión es otorgado por el Gobierno de Colombia a las organizaciones que se distingan en su enfoque práctico de la calidad de la gestión. Su propósito es promover la competitividad de las empresas.

## Historia
El Premio Colombiano a la Calidad de la Gestión, denominado hasta el 2001 Premio Colombiano a la Calidad, fue creado por el decreto 1653 de 1975 como reconocimiento del Gobierno Nacional de Colombia a las organizaciones, tanto del sector público como del privado, que se distinguen por tener un enfoque práctico en el desarrollo de procesos de gestión hacia la calidad y la productividad, para lograr una alta competitividad y confiabilidad de sus productos y servicios.

## Propósito
El propósito principal del Modelo contenido en el Premio Colombiano a la Calidad de la Gestión es el de ser un Modelo de Excelencia en la Gestión, que sirva como referencia para que todo tipo de organizaciones sigan permanentemente el camino que las lleve a ser calificadas y a tener prácticas de organizaciones de Clase Mundial, capaces de entregar, a sus Grupos Sociales Objetivo, una Oferta de Valor claramente diferenciada, sostenible y no fácilmente imitable, y de esa manera asegurar su Competitividad.

## Objetivos
- Promover la adopción del enfoque y las prácticas de Gestión Integral, como fundamentos de la competitividad de las organizaciones del país.

- Ser base para la difusión de experiencias y estrategias exitosas de gestión y de los beneficios derivados de su puesta en práctica por parte de las organizaciones ganadoras del Premio.

- Fomentar la utilización de los criterios del Premio como herramienta para lograr la excelencia.

- Propiciar la utilización del Premio como un instrumento educativo para el desarrollo de organizaciones socialmente sanas y económicamente exitosas.

## Modelo de Excelencia

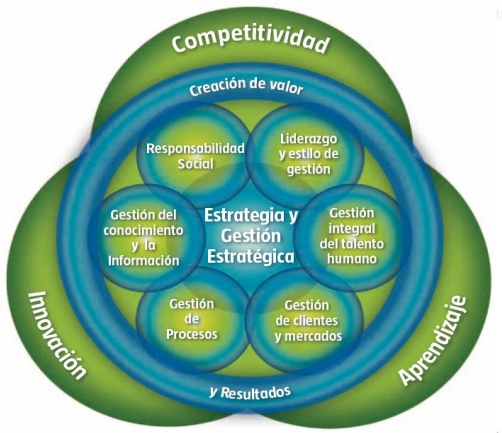
Modelo de Excelencia.

A nivel mundial, los modelos de excelencia contenidos en los reconocimientos (Premios nacionales principalmente) se convierten cada vez en referentes para el desarrollo de las organizaciones hacia la competitividad global.
En el caso de Colombia, el modelo se está actualizando permanentemente a través de la referenciación que se hace con las organizaciones que manejan los premios en países de los diferentes continentes. De esta manera el modelo colombiano está actualizado con los principales avances mundiales en gerencia moderna hacia la Calidad, la productividad y la competitividad.
La plataforma del modelo está soportada en tres elementos: Competitividad, Innovación, Aprendizaje.
Son los elementos que debe desarrollar o alcanzar toda organización para su éxito sostenible. La Competitividad se refiere a la capacidad que tiene la organización de crear valor para los diferentes Grupos Sociales Objetivo. La Innovación es la competencia fundamental de las organizaciones modernas, aquella que le genera una verdadera base de diferenciación sostenible; debemos convertir las organizaciones en espacios de Innovación colectiva y permanente. Las organizaciones se deben convertir en Organizaciones de Aprendizaje, para que la organización como un todo y las personas que trabajan en ella, estén continuamente aprendiendo cosas nuevas y desaprendiendo las que ya no funcionan; es la forma de asegurar una evolución permanente en armonía con los cambios del entorno.

## Ganadores del Premio
2008
- Isagen S.A. E.S.P.
- Super de Alimentos
- Gestión Integral de Proyectos https://www.gipsas.com (enlace roto disponible en Internet Archive; véase el historial, la primera versión y la última).
- Fundación Lo Nuestro

2007
- Centro Médico Imbanaco

2005 - 2006
- Cámara de Comercio de Bogotá
- Hospital Pablo Tobón Uribe
- Indupalma

2004
- Fiducolombia S.A.
- Petrobras Colombia Limited
- Tecnología Empresarial de Alimentos Team S.A.
- Fundación Lo Nuestro

2003
- Meals Mercadeo de Alimentos de Colombia S.A.
- Instituto del Corazón F.C.V.
- Industria Militar Indumil Colombia

2002
- No se realizó proceso

2001
- Interconexión Eléctrica S.A. E.S.P.
- Fábrica de Café Liofilizado
- General Motors Colmotores S.A.

2000
- Electroporcelana Gamma S.A

1999
- Incolbestos S.A.
- Hospital Pablo Tobón Uribe
- Instituto Colombiano del Petróleo

1998
- Declarado desierto

1997
- Varela S.A.
- Comolsa
- Fundación Lo Nuestro
- Fundación Pies Descalzos

1996
- Colgate Palmolive Compañía

1995
- Declarado desierto

1994
1993
- Intercor

1992
- Xerox de Colombia S.A.